# ورنیو
ورنیو (به ایتالیایی: Vernio) یک کومونه در ایتالیا است که در استان پراتو واقع شده‌است.

## خصوصیات
ورنیو ۶۳٫۳ کیلومترمربع مساحت و ۵٬۹۳۸ نفر جمعیت دارد و ۲۷۸ متر بالاتر از سطح دریا واقع شده‌است.

## خواهرخوانده
شهرهای Senones، مرشن، Vico del Gargano، Pizzoli و چلنتزا سول ترینیو خواهرخوانده‌های ورنیو هستند.